# Пенсильванский министериум

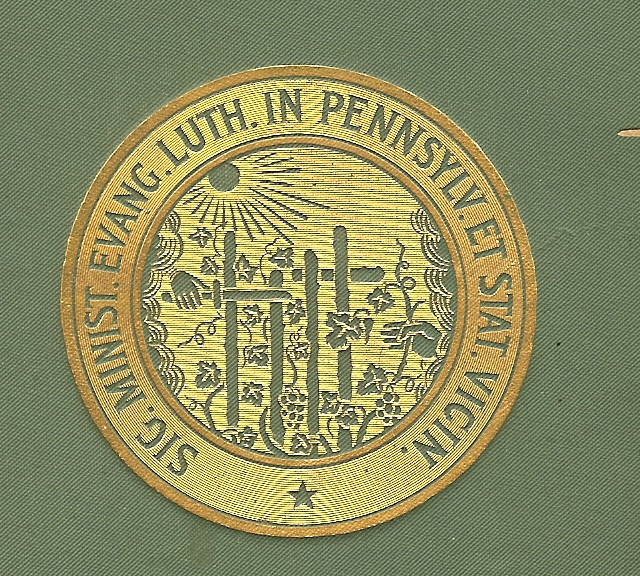
Печать Пенсильванского министериума

Пенсильванский министериум (англ. Pennsylvania Ministerium) — первая лютеранская деноминация на территории США.

## История
Немецкие переселенцы начали прибывать в Северную Америку с середины семнадцатого века. Преимущественно они селились в Пенсильвансии. К середине восемнадцатого века возникла потребность в служителях для немецких сообществ. На эту нужду откликнулся пиетистский фон в Университете Галле, который послал в 1742 году в Америку 24 служителя, в числе которых Генрих Мюленберг Помимо общины, в которую он был призван, Мюленберг создавал лютеранские приходы в других районах Пенсильвании, и его влияние было таковым, что его можно назвать «патриархом лютеранской церкви в Северной Америке».
Пенсильванский министериум был организован 26 августа 1748 года несколькими немецкими пасторами, включая Генриха Мюленберга. Первоначально группа называлась «Министериум Северной Америки», а в 1792 году была переименова в «Министериум Пенсильвании и сопредельных штатов».
Министериум оставался неформальным объединением, пока в 1781 году не была составлена и согласована его конституция. Необходимо заметить, что в практике министериума было сильно влияние реформатских и пиетистских традиций, в то время когда строгое соблюдение лютеранской конфессиональности считалось излишним. Постепенно влияние министериума распространилось и на другие штаты Новой Англии
В 1784 году Фредерик Мюленберг (второй сын Генриха) преобразовал лютеранское сообщество в штате Нью-Йорк в министреиум Нью-Йорка.
В 1818 году Пенсильванский министериум явился организатором переговором с другими лютеранскими структурами в США (такими как министериум Нью-Йорка и синод Мэриленда-Вирджинии о создании единой структуры. В октябре 1820 года на встрече в Хагерстауне, штат Мэриленд было принято решение о формировании такого содружества. Оно получило название Евангелическо-лютеранский общий синод Северо-Американских Соединённых Штатов (его преемницей в настоящее время является Евангелическо-лютеранская церковь Америки, наибольшая по числу членов лютеранская деноминация в США).